# ベンジャミン・リスト
ベンジャミン・リストまたはベンヤミン・リスト（Benjamin List、ドイツ語発音: [ˈbɛnjamiːn ˈlɪst] ( 音声ファイル)、1968年1月11日 - ）は、ドイツの有機化学者。
ケルン大学名誉教授、北海道大学ユニバーシティプロフェッサー。フランクフルト・アム・マイン出身。プロリン触媒を用いたアセトアルデヒドの不斉アルドール反応を開発した。2021年10月6日にデイヴィッド・マクミランとともにノーベル化学賞を受賞した。

L-プロリン

## 来歴
フランクフルト・アム・マイン生まれ。学者家系の出身で、腎臓学者のフランツ・ヴォルハルト（Franz Volhard）は祖父、化学者のヤーコブ・ヴォルハルト（Jacob Volhard）は曽祖父で、ノーベル生理学・医学賞受賞者のクリスティアーネ・ニュスライン＝フォルハルトははとこである。
1993年にベルリン自由大学卒業後、1997年にフランクフルト・アム・マイン大学から化学の博士号を取得。スクリプス研究所で博士研究員となった後、1999年に同助教授。2003年からマックス・プランク石炭研究所に在籍。2005年には学習院大学、2008年には成均館大学校で客員教授となった。2018年からは北海道大学化学反応創成研究拠点で主任研究者を、2020年5月からは同大学の特任教授を務める。

## 主な受賞歴
- 2009年 トムソン・ロイター引用栄誉賞
- 2013年 向山賞
- 2016年 ゴットフリート・ヴィルヘルム・ライプニッツ賞
- 2021年 ノーベル化学賞[6]